# Uvulectomie

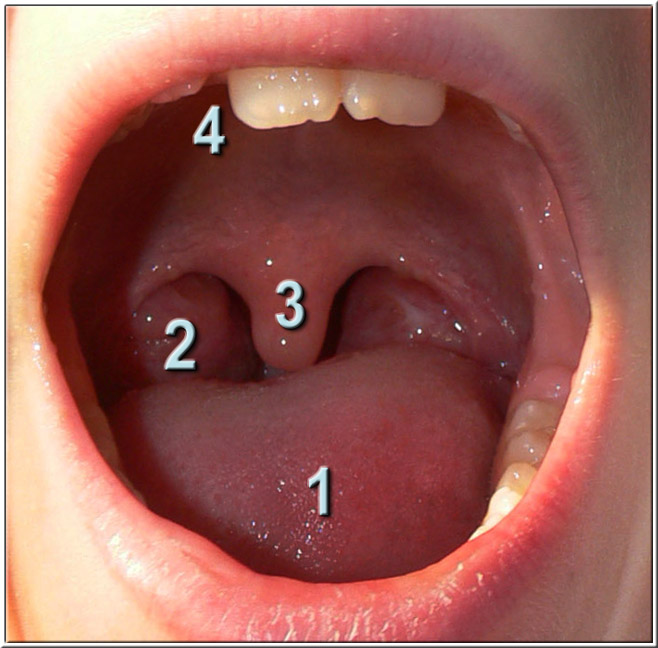
Luette (ou uvule), chez un enfant de 8 ans
1) Langue
2) Amygdales (ou tonsilles palatines)
3) Luette
4) Palais (ou voûte palatine)

L'uvulectomie est une opération chirurgicale consistant à enlever la luette, ou uvule. Cette ablation est préconisée dans le cas de ronflement, apnée et autres troubles du sommeil, causés ou aggravés par une luette longue ou volumineuse,.
L'uvulectomie est un problème de santé publique dans les pays d'Afrique. La médecine traditionnelle prévoit en effet l'ablation de la luette pour des raisons médicales ou coutumières, la luette étant considérée comme la source des problèmes liés au pharynx, et ce de manière très large, qu'il s'agisse de fièvres, de vomissement, ou, pour les enfants, d'un refus de téter. Cette opération est pratiquée — souvent sur des enfants — par des médecins traditionnels dans des conditions d'hygiène loin de l'asepsie, pouvant entraîner infections et décès du patient.